# Подгорное (Васильевский район)
Подгорное (укр. Підгірне) — село,
Подгорненский сельский совет,
Васильевский район,
Запорожская область,
Украина.
Код КОАТУУ — 2320985301. Население по переписи 2001 года составляло 925 человек.
Является административным центром Подгорненского сельского совета, в который, кроме того, входят сёла
Гладкое и
Зелёный Гай.

## Географическое положение
Село Подгорное находится на берегу реки Карачекрак,
выше по течению примыкает село Широкое,
ниже по течению на расстоянии в 1 км расположен город Васильевка.
Рядом проходит автомобильная дорога М-18 (E 105).

## История
В 1945 г. Указом ПВС УССР село Карачекрак переименовано в Подгорное.

## Экономика
- «Бекон-Сич», ООО.
- ОАО «Васильевский комбикормовый завод».

## Объекты социальной сферы
- Школа I—II ст.

## Религия
- Храм Казанской Иконы Божией Матери

## Известные люди
В селе родился Герой Советского Союза Михаил Кравец.